# خلیج خامبات

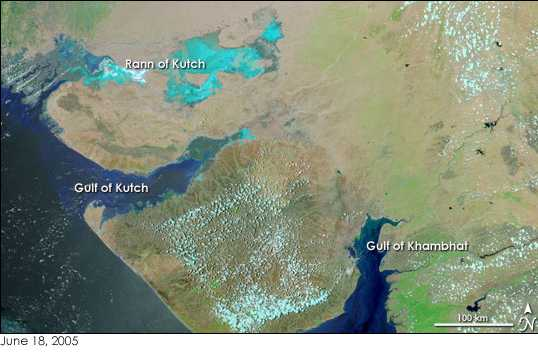
خلیج خامبات در جنوب‌شرقی شبه‌جزیره کاتیاوار

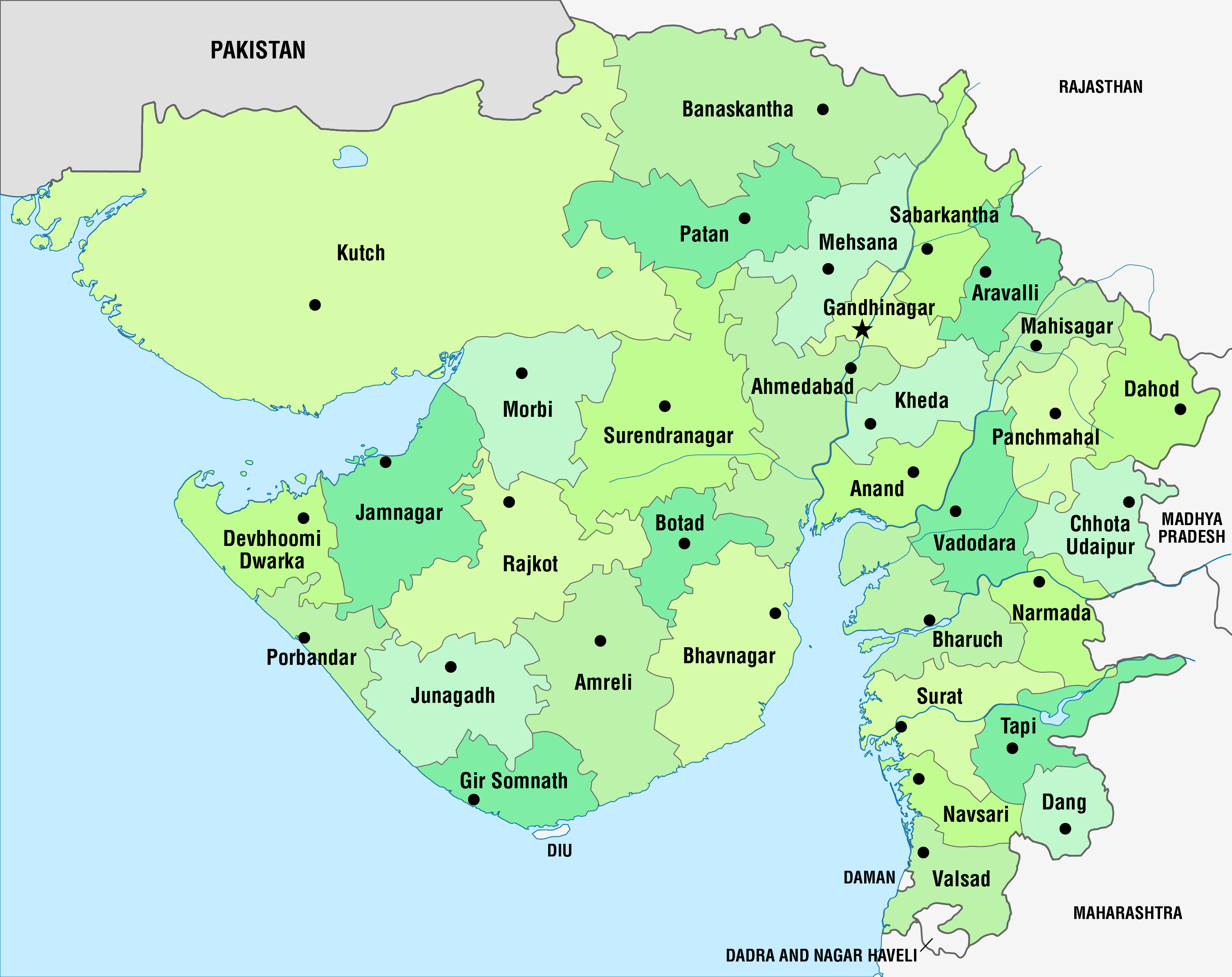
موقعیت خلیج خامبات نسبت به ایالت گجرات

خلیج خامبات، خلیج کامبهات یا خلیج کامبای بخشی کم‌عمق از آب‌های دریای عرب است که در غرب سواحل هندوستان در جنوب‌شرقی شبه‌جزیره کاتیاوار، بین گجرات و کاتیاوار قرار دارد. دهانهٔ این خلیج ترومپتی‌شکل در بین دیو و دامان واقع شده و عرضی در حدود ۱۹۰ کیلومتر دارد اما پس از آن به‌سرعت از پهنای آن کاسته شده و به ۲۴ کیلومتر می‌رسد. شهر خامبات در رأس خلیج خامبات قرار دارد.
رودهای بسیاری از جمله سابارماتی، ماهی، نارمادا و تاپتی به خلیج خامبات می‌ریزند. این خلیج به دلیل شکل و قرارگیری آن در جهت بادهای موسمی جنوب‌غربی یکی از بالاترین محدوده‌های جزر و مدی (۱۲ متر) را داراست. تپه‌های زیر آبی و کرانه‌های ماسه‌ای خلیج خامبات کار کشتیرانی در آن را دشوار می‌سازد. همچنین تمامی بندرهای این خلیج بر اثر وقوع جزرومد و سیلاب‌های رودخانه‌ای با مشکل لجن‌گرفتگی روبرو شده‌اند.
بندر قدیمی باروچ هند و بندر سورات که نخستین ارتباطات تجاری اروپائیان با هندوستان از اینجا شکل گرفت در شرق خلیج خامبات قرار دارند. بنادر این خلیج دارای اهمیتی محلی هستند اما کشف و استخراج نفت در خلیج خامبات به احیای تجاری منطقه انجامیده است.